# Здание Черниговского городского училища имени Н. В. Гоголя
Здание Черниговского городского училища имени Н. В. Гоголя или Здание школы — памятник архитектуры местного значения в Чернигове. Сейчас в здании размещается Черниговский областной институт последипломного педагогического образования (ректорат) имени К. Д. Ушинского.

## История
Решением исполкома Черниговского областного совета народных депутатов от 12.02.1985 № 75 присвоен статус памятник архитектуры местного значения с охранным № 20-Чг под названием Здание школы. Здание имеет собственную «территорию памятника», расположено в «охранной зоне» (ограниченной улицами Гоголя, Пятницкая, Мстиславская и школой № 19), согласно правилам застройки и использования территории. На здании установлена информационная доска.

## Описание
Здание было построено в 1911 году по проекту инженера И. М. Якубовича. Каменный, 2-этажный, прямоугольный в плане дом, площадью 458,7 м². Здание построено в украинском народном стиле с элементами модерна. Симметрию главного фасада подчёркивает тамбур центрального входа и барокковый фронтон с пинаклями, его формы свидетельствуют про обращение к наследию украинского барокко.
Здание было построено для Черниговского городского училища, затем использовалось для школы № 6 имени Н. В. Гоголя. С 1963 года в здании разместился «Черниговский областной институт усовершенствования учителей», созданный в 1940 году, и его библиотека. 23 марта 1993 года реорганизован в «Черниговский областной институт повышения и переподготовки работников образования», 7 февраля 2001 года был вновь реорганизован в «Черниговский областной институт последипломного педагогического образования (ректорат) имени К. Д. Ушинского» (современное название с 29 октября 2009).
На фасаде здания установлена мемориальная доска ректору Черниговского областного института последипломного педагогического образования Виталию Ивановичу Скрипке, который здесь работал (1993—2010).